# 4×100mメドレーリレーの歴代日本記録一覧
4×100mメドレーリレーの歴代日本記録一覧(4かける100mメドレーリレーのれきだいにほんきろくいちらん)は、日本水泳連盟が認定する4×100mメドレーリレー歴代日本記録の一覧。バタフライと平泳ぎが区別されなかった1953年までは3×100mメドレーリレーの日本記録を掲載する。

## 長水路
凡例: 
- # – 日本水泳連盟による公認待ち

- 下記のマークがない場合は決勝: h – 予選
- sf – 準決勝
- r – リレー第1泳者
- rh – リレー第1泳者(予選)
- (b) – B決勝
- † – 途中記録
- (tt) – タイムトライアル
- (so) – スイムオフ

### 男子
| 記録      |        | 選手                                                                                    | 所属       | 樹立日         | 大会                             | 場所                          | ref           |
| --------- | ------ | --------------------------------------------------------------------------------------- | ---------- | -------------- | -------------------------------- | ----------------------------- | ------------- |
| 3分31秒4  |        | 入江稔夫 鶴田義行 高石勝男                                                              | 日本       | 1928年10月14日 | 朝日国際水上                     | 玉川                          | [ 1 ]         |
| 3分28秒2  |        | 河津憲太郎 鶴田義行 高石勝男                                                            | 日本       | 1931年8月7日   | 第1回日米対抗水上競技大会        | 神宮                          | [ 2 ]         |
| 3分26秒8  |        | 秋吉龍二 葉室鉄夫 遊佐正憲                                                              | 日本大学   | 1935年6月16日  | 第2回日大・明治・立教対抗戦      | 神宮                          | [ 3 ]         |
| 3分20秒8  |        | 吉田喜一（1分11秒8） 小池禮三（1分12秒2） 遊佐正憲（56秒8）                             | 日本       | 1935年8月17日  | 第2回日米対抗水上競技大会        | 神宮                          | [ 3 ] [ 4 ]   |
| 3分18秒2  |        | 山本速水 清水敏夫 浜口喜博                                                              | 日本       | 1950年8月20日  | 国際呉                           | 呉                            | [ 5 ]         |
| 4分46秒0  |        | 阿部仁 溝池建蔵 竹内允 粕谷保                                                           | 中央大学   | 1954年7月17日  | 中大対立命                       | 西京極                        | [ 6 ]         |
| 4分23秒0  |        | 長谷景治 田中守 長沢二郎 谷訯                                                           | 早稲田大学 | 1954年8月8日   | 早稲田大学対愛知                 | 振甫                          | [ 6 ]         |
| 4分18秒8  |        | 長谷景治（1分06秒8）日本新 古川勝（1分10秒2） 石本隆（1分05秒4） 古賀学（56秒4）        | 日本       | 1955年8月5日   | 第4回日米対抗東京大会            | 神宮                          | [ 7 ]         |
| 4分15秒7  | 世界新 | 長谷景治（1分06秒5） 古川勝（1分08秒9） 石本隆（1分04秒2） 古賀学（56秒1）              | 日本       | 1955年8月13日  | 第4回日米対抗大阪大会            | 大阪                          | [ 7 ]         |
| 4分17秒8  | 世界新 | 富田一雄 古川勝 石本隆 石原勝記                                                         | 日本大学   | 1957年9月7日   | 第33回日本学生選手権水上競技大会 | 神宮                          | [ 9 ]         |
| 4分17秒2  | 世界新 | 長谷景治（1分05秒5） 古川勝（1分13秒4） 石本隆（1分00秒4） 古賀学（57秒9）              | 日本       | 1958年5月28日  | アジア競技大会                   | 東京体育館屋内プール          | [ 10 ]        |
| 4分16秒7  | 世界新 | 長谷景治（1分05秒4） 古川勝（1分13秒4） 石本隆（59秒6） 古賀学（58秒3）                 | 日本       | 1958年6月29日  | 国際招待                         | ロサンゼルス                  | [ 10 ]        |
| 4分14秒0  |        | 長谷景治（1分05秒1） 木村基（1分12秒5） 開田幸一（1分00秒6） 石原勝記（55秒8）          | 日本       | 1959年7月20日  | 第5回日米対抗東京大会            | 神宮                          | [ 11 ]        |
| 4分12秒2  |        | 富田一雄（1分04秒1） 大崎剛彦（1分11秒5） 開田幸一（1分00秒4） 清水啓吾（56秒2）        | 日本       | 1960年9月1日   | ローマオリンピック               | ローマ                        | [ 12 ]        |
| 4分12秒2  |        | 富田一雄（1分04秒2） 大崎剛彦（1分11秒9） 開田幸一（1分00秒4） 山中毅（55秒7）          | 日本       | 1960年9月17日  | 日本・ハンガリー対抗             | ブダペスト                    | [ 13 ]        |
| 4分11秒9  | 440y   | 福島滋雄（1分03秒2） 重松親征（1分11秒8） 佐藤好助（1分01秒3） 福井誠（55秒6）          | 日本       | 1962年1月20日  | 日本・ニュージーランド交流会     | オークランド                  | [ 14 ]        |
| 4分11秒6  |        | 渡辺和夫 松本健次郎 佐藤好助 福井誠                                                     | 日本       | 1962年7月31日  | 日米対抗八幡大会                 | 大谷                          | [ 14 ]        |
| 4分08秒8  |        | 渡辺和夫（1分04秒7） 松本健次郎（1分09秒6） 中島功（59秒2） 福井誠（55秒3）             | 日本       | 1962年8月17日  | 三国対抗                         | シカゴ                        | [ 14 ] [ 15 ] |
| 4分07秒5  |        | 福島滋雄（1分02秒6） 松本健次郎（1分10秒3） 大林敦（1分00秒3） 福井誠（55秒3）          | 日本       | 1963年4月20日  | 第2回日豪対抗東京大会            | 東京都体育館屋内プール        | [ 16 ]        |
| 4分06秒4  |        | 福島滋雄（1分03秒0） 松本健次郎（1分09秒5） 中島功（58秒3） 岡部幸明（55秒6）           | 日本       | 1963年8月17日  | 第6回日米対抗東京大会            | 神宮                          | [ 17 ]        |
| 4分06秒2  |        | 福島滋雄（1分02秒8） 松本健次郎（1分09秒0） 大林敦（59秒0） 石原勝記（55秒4）           | 日本       | 1963年8月24日  | 第6回日米対抗大阪大会            | 大阪                          | [ 17 ]        |
| 4分04秒9  |        | 田中毅司雄 石川健二 北村修一 岩崎邦宏                                                   | 日本       | 1967年8月31日  | 第5回ユニバーシアード            | 代々木オリンピックプール      | [ 18 ]        |
| 4分04秒3  | (h)    | 田中毅司雄（1分03秒2） 田口信教（1分08秒6） 丸谷里志（58秒1） 岩崎邦宏（54秒4）         | 日本       | 1968年10月26日 | メキシコシティーオリンピック     | メキシコシティー              | [ 19 ]        |
| 4分01秒8  |        | 田中毅司雄（1分02秒8） 田口信教（1分07秒1） 丸谷里志（57秒8） 岩崎邦宏（54秒1）         | 日本       | 1968年10月26日 | メキシコシティーオリンピック     | メキシコシティー              | [ 19 ]        |
| 4分00秒4  |        | 本多忠 田口信教 丸谷里志 沢正治郎                                                       | 日本       | 1970年12月13日 | 第6回アジア競技大会              | バンコク                      | [ 19 ]        |
| 3分59秒55 | (h)    | 本多忠（1分00秒23）日本新 田口信教（1分04秒90） 駒崎康弘（58秒14） 佐々木二郎（56秒27） | 日本       | 1972年9月4日   | ミュンヘンオリンピック           | ミュンヘン                    | [ 19 ]        |
| 3分58秒23 |        | 本多忠（59秒83）日本新 田口信教（1分04秒33） 駒崎康弘（58秒10） 佐々木二郎（55秒96）    | 日本       | 1972年9月4日   | ミュンヘンオリンピック           | ミュンヘン                    | [ 19 ]        |
| 3分56秒18 | (h)    | 本多忠（1分01秒07） 田口信教（1分04秒75） 原秀章（56秒53） 柳館毅（53秒83）             | 日本       | 1976年7月22日  | モントリオールオリンピック       | モントリオール                | [ 19 ]        |
| 3分54秒74 |        | 本多忠（1分01秒28） 田口信教（1分04秒15） 原秀章（55秒70） 柳館毅（53秒61）             | 日本       | 1976年7月22日  | モントリオールオリンピック       | モントリオール                | [ 19 ]        |
| 3分54秒38 | (h)    | 三科典由（1分01秒37） 高橋繁浩（1分03秒12） 香山進介（57秒17） 石井英範（52秒38）       | 日本       | 1978年8月28日  | 第3回世界水泳選手権              | 西ベルリン                    | [ 19 ]        |
| 3分51秒83 |        | 高橋英利 高橋繁浩 泉憲二 隅田敏司                                                       | 日本       | 1981年8月30日  | 国際招待                         | 代々木オリンピックプール      | [ 19 ]        |
| 3分51秒80 |        | 池田憲次（59秒50） 高橋繁浩（1分03秒72） 泉憲二（55秒67） 隅田敏司（52秒91）            | 日本       | 1983年8月28日  | 国際招待                         | 代々木オリンピックプール      | [ 19 ]        |
| 3分51秒52 |        | 本田和励（59秒07） 高橋繁浩（1分03秒38） 川和秀動（57秒04） 坂本弘（52秒03）            | 日本       | 1984年1月7日   | アメリカ国際競技会               | テキサス                      | [ 19 ]        |
| 3分50秒14 | (h)    | 鈴木大地（58秒31） 高橋繁浩（1分04秒05） 坂大平（55秒66） 坂本弘（52秒12）              | 日本       | 1984年8月7日   | ロサンゼルスオリンピック         | ロサンゼルス                  | [ 19 ]        |
| 3分50秒95 |        | 鈴木大地（57秒65） 松田成利（1分05秒46） 三浦広司（55秒97） 緒方茂生（51秒87）          | 日本       | 1985年8月18日  | パンパシフィック選手権           | 代々木オリンピックプール      | [ 19 ] [ 21 ] |
| 3分46秒55 |        | 鈴木大地（57秒66） 不破央（1分02秒92） 三浦広司（55秒15） 藤原勝教（50秒92）            | 日本       | 1986年9月26日  | 第10回アジア競技大会             | ソウル                        | [ 22 ]        |
| 3分46秒27 |        | 鈴木大地 不破央 佐藤浩志 藤原勝教                                                       | 日本       | 1987年8月16日  | ユニバーシアード                 | ザグレブ                      | [ 19 ]        |
| 3分44秒36 |        | 鈴木大地（55秒87） 長畑弘伸（1分02秒75） 三浦広司（54秒18） 緒方茂生（51秒56）          | 日本       | 1988年9月25日  | ソウルオリンピック               | ソウル                        | [ 19 ]        |
| 3分43秒88 | (h)    | 糸井統（56秒70） 林享（1分01秒47） 川中賢一（54秒56） 中野勉（51秒15）                  | 日本       | 1992年7月31日  | バルセロナオリンピック           | バルセロナ                    | [ 23 ]        |
| 3分43秒25 |        | 糸井統（56秒53） 林享（1分00秒98） 川中賢一（54秒32） 中野勉（51秒42）                  | 日本       | 1992年7月31日  | バルセロナオリンピック           | バルセロナ                    | [ 23 ]        |
| 3分43秒22 |        | 糸井統（56秒64） 林享（1分01秒71） 高根光春（54秒18） 大野元（51秒69）                  | 日本       | 1993年8月15日  | パンパシフィック選手権           | 神戸ポートアイランド          | [ 24 ]        |
| 3分41秒70 |        | 小嶺英司（56秒61） 林享（1分01秒08） 糸井統（53秒32） 松下幸広（50秒69）                | 日本       | 1994年10月8日  | 第12回アジア競技大会             | 広島                          | [ 25 ]        |
| 3分40秒51 |        | 近内圭太郎（55秒70） 林享（1分01秒46） 山本貴司（53秒28） 伊藤俊介（50秒07）            | 日本       | 1996年7月26日  | アトランタオリンピック           | アトランタ                    | [ 26 ]        |
| 3分40秒21 |        | 錦織篤（55秒72） 今井亮介（1分02秒14） 山本貴司（52秒42） 伊藤俊介（49秒93）            | 日本       | 1999年8月29日  | パンパシフィック選手権           | シドニー                      | [ 27 ]        |
| 3分38秒88 |        | 錦織篤（56秒05） 北島康介（1分00秒21） 山本貴司（52秒33） 奥村幸大（50秒29）            | 日本       | 2001年5月26日  | 東アジア競技大会                 | 大阪                          | [ 28 ]        |
| 3分37秒45 |        | 錦織篤（55秒20） 北島康介（59秒81） 山本貴司（52秒26） 奥村幸大（50秒18）               | 日本       | 2002年10月4日  | 第14回アジア競技大会             | 釜山                          | [ 29 ]        |
| 3分37秒08 | (h)    | 森田智己（54秒93） 北島康介（59秒87） 山本貴司（52秒61） 細川大輔（49秒67）             | 日本       | 2003年7月27日  | 第10回世界水泳選手権             | バルセロナ                    | [ 30 ]        |
| 3分36秒12 |        | 森田智己（54秒93） 北島康介（59秒11） 山本貴司（52秒24） 細川大輔（49秒84）             | 日本       | 2003年7月27日  | 第10回世界水泳選手権             | バルセロナ                    | [ 30 ]        |
| 3分35秒22 |        | 森田智己（54秒25）日本新 北島康介（59秒35） 山本貴司（51秒87） 奥村幸大（49秒75）       | 日本       | 2004年8月21日  | アテネオリンピック               | アテネ                        | [ 31 ]        |
| 3分35秒16 |        | 森田智己（54秒76） 北島康介（59秒23） 山本貴司（51秒90） 細川大輔（49秒27）             | 日本       | 2007年4月1日   | 第12回世界水泳選手権             | メルボルン                    | [ 32 ]        |
| 3分33秒35 |        | 森田智己（54秒00） 北島康介（59秒14） 高安亮（52秒27） 佐藤久佳（47秒94）               | 日本       | 2007年8月24日  | 世界競泳                         | 千葉県国際総合水泳場          | [ 33 ]        |
| 3分32秒81 | AS(h)  | 宮下純一（54秒29） 北島康介（58秒79） 藤井拓郎（50秒86） 佐藤久佳（48秒87）             | 日本       | 2008年8月17日  | 北京オリンピック                 | 北京国家水泳センター          | [ 34 ]        |
| 3分31秒18 | AS     | 宮下純一（53秒87） 北島康介（58秒07） 藤井拓郎（50秒89） 佐藤久佳（48秒35）             | 日本       | 2008年8月17日  | 北京オリンピック                 | 北京国家水泳センター          | [ 34 ]        |
| 3分30秒74 | AS(h)  | 入江陵介（52秒50） 立石諒（59秒26） 藤井拓郎（50秒52） 原田蘭丸（48秒46）               | 日本       | 2009年8月2日   | 第13回世界水泳選手権             | フォロ・イタリコ水泳場        | [ 35 ]        |
| 3分30秒19 | AS     | 入江陵介（52秒80） 小関也朱篤（58秒54） 小堀勇氣（51秒21） 塩浦慎理（47秒64）           | 日本       | 2017年7月30日  | 第17回世界水泳選手権             | ブダペスト                    | [ 36 ]        |
| 3分30秒03 | AS     | 入江陵介（52秒53） 小関也朱篤（58秒45） 小堀勇氣（51秒06） 塩浦慎理（47秒99）           | 日本       | 2018年8月24日  | 第18回アジア競技大会             | GBK・アクアティック・アリーナ | [ 37 ]        |
| 3分29秒91 | AS     | 入江陵介（53秒05） 武良竜也（58秒94） 水沼尚輝（50秒88） 中村克（47秒04）               | 日本       | 2021年8月1日   | 東京オリンピック                 | 東京アクアティクスセンター    | [ 38 ]        |

### 女子
| 記録      |        | 選手                                                                                           | 所属       | 樹立日         | 大会                                 | 場所                          | ref    |
| --------- | ------ | ---------------------------------------------------------------------------------------------- | ---------- | -------------- | ------------------------------------ | ----------------------------- | ------ |
| 4分39秒2  | 短水路 | 久原寛子 田畑百子 中村由喜恵                                                                   | 京都武徳会 | 1929年9月7日   | 健母会全国女子                       | 八瀬                          | [ 39 ] |
| 4分39秒2  |        | 守岡初子 前畑秀子 小島一枝                                                                     | 伊都体協   | 1929年9月23日  | 健母会全国女子                       | 築港                          | [ 39 ] |
| 4分27秒6  |        | 加藤好子 前畑秀子 永井峯子                                                                     | 関東       | 1930年9月1日   | 女子東西                             | 清洲                          | [ 40 ] |
| 4分24秒0  |        | 加藤好子 前畑秀子 小島一枝                                                                     | 関東       | 1931年8月18日  | 女子東西                             | 清洲                          | [ 2 ]  |
| 4分16秒8  |        | 横田みさを 前畑秀子 小島一枝                                                                   | 日本       | 1932年10月11日 | 五輪歓迎日                           | 清洲                          | [ 41 ] |
| 4分15秒6  |        | 小木曽治子 前畑秀子 塩見梅子                                                                   | 中部       | 1934年8月13日  | 三地方女子                           | 京都二商                      | [ 42 ] |
| 4分13秒4  |        | 北島静子 前畑秀子 小島一枝                                                                     | 中部       | 1935年8月19日  | 三地方女子                           | 神宮                          | [ 3 ]  |
| 4分10秒0  |        | 片岡澄子 大石康子 新子富子                                                                     | 西部高     | 1950年8月24日  | 東西高校                             | 振甫                          | [ 5 ]  |
| 4分10秒0  |        | 森前みどり 青木政代 田村美佐子                                                                 | 伊都高     | 1951年8月23日  | 第19回日本高等学校選手権             | 神宮                          | [ 43 ] |
| 4分09秒2  |        | 森前みどり 青木政代 田村美佐子                                                                 | 伊都高     | 1951年8月24日  | 第19回日本高等学校選手権             | 神宮                          | [ 43 ] |
| 4分06秒2  |        | 片岡澄子 坂本和子 新子富子                                                                     | 奈良       | 1951年9月30日  | 奈良選手権                           | 天理                          | [ 43 ] |
| 4分05秒8  |        | 片岡澄子 坂本和子 新子富子                                                                     | 奈良県     | 1952年9月23日  | 第7回国民体育大会                    | 宇都宮                        | [ 44 ] |
| 4分05秒4  | (h)    | 片岡澄子 坂本和子 新子富子                                                                     | 日本       | 1953年9月22日  | 第8回国民体育大会                    | 高知                          | [ 45 ] |
| 4分05秒4  |        | 片岡澄子 坂本和子 新子富子                                                                     | 日本       | 1953年9月23日  | 第8回国民体育大会                    | 高知                          | [ 45 ] |
| 5分41秒7  |        | 坪田査雅子 中本英子 平谷銀子 宮部シズエ                                                        | 五条高     | 1954年8月7日   | 近畿高校                             | 大阪                          | [ 6 ]  |
| 5分36秒1  | (h)    | 多田悦子 中本英子 平谷銀子 田村美佐子                                                          | 奈良県     | 1954年9月21日  | 第9回国民体育大会                    | 天理                          | [ 6 ]  |
| 5分31秒6  |        | 森前みどり 青木政代 浦畑チズ子 山下貞子                                                        | 大阪府     | 1954年9月22日  | 第9回国民体育大会                    | 天理                          | [ 6 ]  |
| 5分28秒7  |        | 平原佐起子 高松好子 榎本千恵子 大高幸子                                                        | 伊都高校   | 1956年8月4日   | 近畿高校                             | 大阪                          | [ 46 ] |
| 5分24秒5  |        | 岡本節子（1分21秒2） 平谷銀子（1分33秒9） 和田映子（1分19秒4） 島田節子（1分10秒0）            | 五条高校   | 1956年8月18日  | 第24回日本高等学校選手権水上競技大会 | 神宮                          | [ 46 ] |
| 5分22秒0  |        | 村瀬里子 中田澄子 和田映子 神野眸                                                              | 奈良県     | 1956年9月25日  | 第11回国民体育大会                   | 甲子園                        | [ 46 ] |
| 5分07秒8  |        | 村瀬里子 高松好子 宮部シズエ 佐藤喜子                                                          | 天理大     | 1957年8月31日  | 関西学生選手権                       | 大阪                          | [ 9 ]  |
| 5分07秒3  |        | 村瀬里子 高松好子 宮部シズエ 佐藤喜子                                                          | 天理       | 1959年8月1日   | 天理対九州                           | 旭化成                        | [ 11 ] |
| 4分54秒5  |        | 田中聡子（1分11秒2） 高松好子（1分22秒5） 宮部シズエ（1分17秒1） 佐藤喜子（1分05秒6）          | 日本       | 1960年8月30日  | ローマオリンピック                   | ローマ                        | [ 12 ] |
| 4分53秒7  |        | 田中聡子（1分11秒5） 山本憲子（1分24秒1） 高橋栄子（1分12秒4） 佐藤喜子（1分05秒7）            | 日本       | 1962年8月29日  | アジア競技大会                       | ジャカルタ                    | [ 14 ] |
| 4分49秒3  |        | 田中聡子（1分09秒7） 山本憲子（1分22秒2） 高橋栄子（1分11秒1） 佐藤喜子（1分06秒2）            | 日本       | 1963年2月8日   | 日豪交歓                             | ブリスベン                    | [ 16 ] |
| 4分46秒7  | ヤード | 田中聡子（1分09秒7） 山本憲子（1分22秒8） 高橋栄子（1分08秒2） 木村トヨ子（1分06秒0）          | 日本       | 1963年2月16日  | 全豪選手権                           | パース                        | [ 16 ] |
| 4分40秒6  | (h)    | 田中聡子（1分08秒6） 山本憲子（1分20秒6） 高橋栄子（1分08秒0） 木原美智子（1分03秒4）          | 日本       | 1964年10月16日 | 東京オリンピック                     | 代々木オリンピックプール      | [ 19 ] |
| 4分37秒5  |        | 合志幸子 谷上ひとみ 青木まゆみ 西側よしみ                                                      | 日本       | 1970年7月10日  | サンタクララ国際                     | サンタクララ                  | [ 19 ] |
| 4分35秒2  |        | 合志幸子 谷上ひとみ 青木まゆみ 西側よしみ                                                      | 日本       | 1970年8月3日   | カナダ選手権                         | カナダ                        | [ 19 ] |
| 4分34秒7  |        | 藤村佳津 柴田智恵野 青木まゆみ 西側よしみ                                                      | 日本       | 1972年6月18日  | 関西選手権                           | 大阪                          | [ 19 ] |
| 4分30秒34 | (h)    | 松村鈴子（1分09秒21） 山本容子（1分18秒30） 青木まゆみ（1分02秒62） 西側よしみ（1分00秒21）    | 日本       | 1972年9月3日   | ミュンヘンオリンピック               | ミュンヘン                    | [ 19 ] |
| 4分30秒18 |        | 松村鈴子（1分08秒60） 山本容子（1分18秒72） 青木まゆみ（1分02秒47） 西側よしみ（1分00秒39）    | 日本       | 1972年9月3日   | ミュンヘンオリンピック               | ミュンヘン                    | [ 19 ] |
| 4分25秒81 | (h)    | 西側よしみ（1分06秒34）日本新 春岡淑子（1分15秒69） 初田恭江（1分04秒03） 山崎幸子（59秒75）   | 日本       | 1976年7月18日  | モントリオールオリンピック           | モントリオール                | [ 19 ] |
| 4分23秒47 |        | 西側よしみ（1分06秒01）日本新 春岡淑子（1分15秒26） 初田恭江（1分02秒42） 山崎幸子（59秒78）   | 日本       | 1976年7月18日  | モントリオールオリンピック           | モントリオール                | [ 19 ] |
| 4分19秒45 |        | 三浦直子（1分05秒53）日本新 渡辺智恵子（1分13秒48） 伊勢多恵美（1分02秒23） 山崎幸子（58秒21） | 日本       | 1979年9月3日   | ワールドカップ                       | 代々木オリンピックプール      | [ 19 ] |
| 4分18秒49 |        | 簾内望 長崎宏子 伊勢多恵美 山崎幸子                                                            | 日本       | 1981年6月13日  | 日中親善                             | 代々木オリンピックプール      | [ 19 ] |
| 4分14秒60 |        | 浅利久栄 長崎宏子 伊勢多恵美 簗瀬かおり                                                        | 日本       | 1981年8月30日  | 国際招待                             | 代々木オリンピックプール      | [ 19 ] |
| 4分13秒97 |        | 高瀬千香子 山家千文 司東利恵 中野亜弥子                                                        | 日本       | 1989年8月20日  | パンパシフィック選手権               | 代々木オリンピックプール      | [ 19 ] |
| 4分12秒91 |        | 中村衣里（1分04秒70） 粕谷恭子（1分10秒66） 漢人陽子（1分00秒68） 千葉すず（56秒67）           | 日本       | 1991年8月25日  | パンパシフィック選手権               | エドモントン                  | [ 47 ] |
| 4分11秒66 |        | 肥川葉子(1分03秒23) 粕谷恭子(1分10秒60) 司東利恵(1分01秒79) 千葉すず(56秒04)                   | 日本       | 1992年4月28日  | アジア選手権                         | 広島                          | [ 48 ] |
| 4分11秒48 | (h)    | 肥川葉子（1分02秒81） 岩崎恭子（1分11秒11） 漢人陽子（1分01秒14） 千葉すず（56秒42）           | 日本       | 1992年7月30日  | バルセロナオリンピック               | バルセロナ                    | [ 23 ] |
| 4分09秒92 |        | 肥川葉子（1分03秒12） 岩崎恭子（1分10秒75） 漢人陽子（1分00秒51） 千葉すず（55秒54）           | 日本       | 1992年7月30日  | バルセロナオリンピック               | バルセロナ                    | [ 23 ] |
| 4分07秒18 |        | 稲田法子（1分01秒58） 田中雅美（1分10秒24） 青山綾里（1分00秒48） 千葉すず（54秒88）           | 日本       | 1995年8月13日  | パンパシフィック選手権               | アトランタ                    | [ 49 ] |
| 4分06秒27 |        | 中村真衣（1分01秒83） 田中雅美（1分10秒24） 青山綾里（59秒09） 源純夏（55秒11）                | 日本       | 1998年1月16日  | 世界選手権                           | パース                        | [ 50 ] |
| 4分05秒76 | (h)    | 中村真衣（1分01秒61） 田中雅美（1分09秒37） 大西順子（59秒25） 源純夏（55秒53）                | 日本       | 2000年9月22日  | シドニーオリンピック                 | シドニー                      | [ 51 ] |
| 4分04秒16 |        | 中村真衣（1分02秒08） 田中雅美（1分08秒65） 大西順子（58秒72） 源純夏（54秒71）                | 日本       | 2000年9月23日  | シドニーオリンピック                 | シドニー                      | [ 51 ] |
| 4分02秒47 |        | 伊藤華英（1分00秒63） 北川麻美（1分08秒54） 中西悠子（58秒21） 三田真希（55秒09）              | 日本       | 2006年8月20日  | パンパシフィック選手権               | ビクトリア                    | [ 52 ] |
| 4分01秒94 |        | 中村礼子（1分00秒49） 田村菜々香（1分07秒74） 加藤ゆか（57秒75） 三田真希（55秒96）            | 日本       | 2007年8月24日  | 世界競泳                             | 千葉県国際総合水泳場          | [ 53 ] |
| 3分59秒91 | (h)    | 伊藤華英（1分00秒34） 北川麻美（1分07秒33） 加藤ゆか（57秒69） 上田春佳（54秒55）              | 日本       | 2008年8月17日  | 北京オリンピック                     | 北京国家水泳センター          | [ 34 ] |
| 3分59秒54 |        | 中村礼子（59秒74） 北川麻美（1分07秒04） 加藤ゆか（58秒17） 上田春佳（54秒59）                 | 日本       | 2008年8月17日  | 北京オリンピック                     | 北京国家水泳センター          | [ 34 ] |
| 3分57秒44 | (h)    | 酒井志穂（59秒47） 田村菜々香（1分06秒55） 加藤ゆか（57秒45） 上田春佳（53秒97）               | 日本       | 2009年8月1日   | 第13回世界水泳選手権                 | フォロ・イタリコ水泳場        | [ 35 ] |
| 3分55秒73 |        | 寺川綾（58秒99） 鈴木聡美（1分05秒96） 加藤ゆか（57秒36） 上田春佳（53秒42）                   | 日本       | 2012年8月4日   | ロンドンオリンピック                 | アクアティクス・センター      | [ 54 ] |
| 3分55秒03 |        | 酒井夏海（59秒20） 青木玲緒樹（1分06秒84） 池江璃花子（55秒48） 青木智美（53秒51）             | 日本       | 2018年8月12日  | パンパシフィック選手権               | 辰巳国際水泳場                | [ 37 ] |
| 3分54秒73 |        | 酒井夏海（59秒42） 鈴木聡美（1分05秒43） 池江璃花子（55秒80） 青木智美（54秒08）               | 日本       | 2018年8月23日  | アジア競技大会                       | GBK・アクアティック・アリーナ | [ 37 ] |